# Michal Dusík
Michal Dusík (* 19. května 1971 Příbram) je český televizní sportovní komentátor a moderátor. Je šéfredaktorem Redakce sportu České televize. Jeho obory jsou především lední hokej, atletika, bojové sporty, akrobatické lyžování, snowboarding, sportovní střelba a golf. Má za sebou také komentování celé řady dalších sportů (vzpírání, baseball, kulturistika, fotbal, plavání, šipky, basketbal, cyklistika či motoristický sport) a je považován za jednoho z nejuniverzálnějších komentátorů.[zdroj?] Od roku 2008 je také komentátorem slavnostních ceremoniálů olympijských her. Je českým rekordmanem v počtu odkomentovaných přímých přenosů a v počtu odkomentovaných hodin. Jeden čas byl i rekordmanem v počtu odkomentovaných zápasů Extraligy ledního hokeje.[zdroj?]
Absolvoval Gymnázium Wilhelma Piecka, poté studoval matematické a počítačové modelování ve fyzice na Matematicko-fyzikální fakultě UK v Praze. Od roku 1994 je zaměstnancem České televize. Jako hokejista začínal v HC Příbram a později hrál za HC Slavia Praha. Byl také hokejovým rozhodčím a trenérem mládeže v HC Sparta Praha.
Na olympijských hrách byl jako komentátor poprvé v roce 1996 a od té doby komentoval na všech následujících zimních či letních hrách. Od roku 1995 byl jako komentátor na všech světových šampionátech v atletice.
Je moderátorem pořadů Sportovní zprávy a Studia ČT sport, dříve moderoval také Téma pro hosty ČT sport. Je scenáristou řady pořadů, například Sportovec roku, Král cyklistiky, Zlatá hokejka či Hokejista sezóny.
Společně s Otakarem Černým a Annou Tulisovou byl autorem koncepce sportovního programu České televize a podílel se tak výrazně na vzniku programu ČT sport (původně ČT 4 sport).
Má za sebou několik desítek rolí v dabingu, ty nejvýraznější pak ve filmech Auta 2 a Letadla.
Je též spoluautorem knih LOH Peking 2008 (ISBN 978-80-204-1829-6) popisující Letní olympijské hry 2008 v Pekingu a ZOH 2010 Vancouver (ISBN 978-80-204-2218-7) o Zimních olympijských hrách 2010 ve Vancouveru, jichž se také účastnil ve funkci televizního komentátora.
Hraje a zpívá v rockové a punkové skupině Mostly Harmless.
Dne 24. října 2023 byl zvolen předsedou Klubu sportovních novinářů ČR. Dlouholetý lídr Zdeněk Pavlis na valné hromadě 24. října 2023 už nekandidoval a předal vedení Michalu Dusíkovi. Toho času šéf sportovní redakce České televize byl do čela Klubu sportovních novinářů ČR zvolen jednomyslně.